# グレゴリウス7世 (ローマ教皇)
グレゴリウス7世（Gregorius VII，1020年? - 1085年5月25日）は、ローマ教皇（在位：1073年 - 1085年）。本名はイルデブランド (Ildebrando) 。グレゴリウス改革といわれる一連の教会改革で成果をあげ、教皇権の向上に寄与。叙任権闘争における神聖ローマ皇帝ハインリヒ4世との争いでも知られる。カトリック教会の聖人であり、記念日は5月25日。

## 生涯

### 生い立ちから教皇選出まで
トスカーナ地方ソバーナ（現在はグロッセート県ソラーノの一部）の寒村で生まれたイルデブランドは、勉学のため幼くしてローマへ送られ、伯父が院長をしていた聖マリア修道院に預けられた。世の中のあらゆる矛盾が襲い掛かる貧農の出で教会組織の立身・クリュニー改革の実現を誓った彼は、不撓不屈の筋金入りの精神に鍛えられた。長じて教皇グレゴリウス6世の側近にひきたてられたが、教皇が神聖ローマ皇帝ハインリヒ3世との争いによってローマを追われるとイルデブランドも彼に従った。もうイタリアに戻ることはないと思っていたイルデブランドであったが、ケルンで勉学を続けたことが後の教皇としての職務において役立つことになる。
教皇レオ9世に引き立てられ、再びローマで働き始めるとフランス派遣教皇使節として当時論議になっていたトゥールのベレンガリウスの聖体に関する教説についての問題を解決するなどの活躍を見せた。その後も歴代の教皇に仕えてドイツ宮廷などに派遣され、ステファヌス9世没後にローマの貴族たちが教皇選出権に対する影響力を強めようとした時に事態を打開するなど大きな功績を残した。ニコラウス2世とアレクサンデル2世の時代には教皇庁において教皇の側近中の側近として活躍した。この時代は教皇選出において枢機卿団の思惑が錯綜し、世俗権力が介入しやすい状況であったため、特に神聖ローマ帝国などの君主によって教皇選挙が左右され、対立教皇が立てられるなど難しい時代であった。

### 教皇選出
1073年、アレクサンデル2世が死去すると、イルデブランドが教皇に選出された。彼はグレゴリウス7世を名乗り、まだ助祭であったため司祭叙階を受けると6月30日に教皇位についた。彼がまず、取り組んだことは先任者たちと叙任権をめぐって争った神聖ローマ帝国皇帝との関係改善であった。当時、ハインリヒ3世の息子で23歳のハインリヒ4世が王位についていたが、ドイツ諸侯の反乱にあってその地位を脅かされていた。教皇はいまがチャンスであると考えた。
実際ハインリヒ4世は窮地に追い込まれていた。ドイツ諸侯の非協力に加え、ザクセン公の反乱によって教皇の後ろ盾が絶対に必要になっていたのである。このため1074年5月にニュルンベルクで教皇使節に対してそれまでの叙任権をめぐる教皇への挑戦的態度に関してゆるしを乞い、その場で教皇への服従と教会改革への協力を約束したが、状況が好転し、1075年にザクセン公をホーエンブルクで破ると、ハインリヒ4世は教皇との約束を反故にして再びイタリア半島に影響力を及ぼそうと画策しはじめた。
ハインリヒ4世がミラノなどの諸都市で既存の司教に対して自分の息のかかった司祭を対立司教に立てるなど、俗人による叙任を禁じた教皇に対して露骨に挑戦してきたため、教皇は再三対立司教の叙任の中止を要請した。ハインリヒ4世は北イタリアにおける自らの影響力を高めるために次々と手をうった。エベルハルト公をパテリニ派討伐に向かわせ、子飼いの司祭テダルドをミラノ司教とし、ノルマン公ロベルト・イル・グイスカルドと手を結んだのである。グレゴリウス7世は書簡を送ってハインリヒ4世が度々約定を違えることや破門された人々をブレーンに置いていることを批判し、教会による懲罰だけでなく、王位の剥奪まで示唆して警告した。グレゴリウス7世自身もチェンチウスという強力な敵対者によって苦しめられていた。すぐに解放されるがクリスマスには彼の手で幽閉の憂き目にあっている。

### 皇帝との確執
教皇による王位の剥奪の可能性という前例のない警告をうけて、ハインリヒ4世と宮廷は激昂。急遽ヴォルムスに教会会議を召集して対策を協議することになった。1076年1月24日に行われた会議には教皇に反感を抱いていたドイツの高位聖職者だけでなく、かつての教皇の盟友でありながら敵対者となった枢機卿ヒューゴ・カンディデゥスの姿もあった。カンディウスによって挙げられた訴状によって会議では教皇の廃位が決定された。議決は教皇批判に満ち、司教たちは忠誠の誓いを破棄した。ハインリヒ4世はこの議決を受けて、ローマにおける新教皇の選出を要請した。
ヴォルムス会議は二人の司教をイタリアに送り、ピアチェンツァでの司教会議においてロンバルドの司教たちから教皇廃位の同意を得ることに成功した。パルマのローランドが使者としてローマに送られ、サン・ジョバンニ・イン・ラテラノ大聖堂で急遽ひらかれた司教会議において教皇の廃位のメッセージを伝えた。ローマの司教たちは一瞬静まり返ったが、すぐにハインリヒに対する非難で轟々となった。ローランドが生きてその場を出ることができたのは教皇自身のとりなしによるものであった。
すぐに教皇はハインリヒ4世の破門を宣言し、臣下の服従の誓いを解いた。この宣言は彼を教会共同体から締め出し、王位の剥奪を狙ったものであった。教皇による皇帝の破門は大方の予想を裏切って大きな影響を示した。ハインリヒ4世への服従を快く思っていなかったドイツの諸侯が教皇への支持を表明して立ち上がったのである。そしてハインリヒ4世にとってショックだったことは民衆の間にも教皇への同情が強まったことであった。ハインリヒ4世の父（ハインリヒ3世）は対立していた教皇達を廃位したことがあったが、それは教皇に対するローマ貴族の干渉を断ち切るためのもので、民衆の支持はうけていた。子であるハインリヒ4世の今回の決定は自分勝手な理屈によるものという印象が強く、民衆の支持を得られなかったのである。
ウィットスンにおいてハインリヒ4世は対策を協議する教会会議の招集を命じたが参加予定者はほとんどがこなかった。しかもザクセン公が再び叛旗を翻したことで、敵対者は増えていくばかりであった。

### 皇帝の謝罪
予想外の結果だった。ハインリヒ4世はあっというまに窮地に追い込まれていた。教皇使節アルトマン司教の呼びかけに応えて、諸侯たちは新しいローマ王を選出すべく10月に会合を開いた。ハインリヒ4世はライン川西岸の都市オッペンハイムに滞在していたが、諸侯たちが誰を後継とするかで結論が出せなかったため、ぎりぎりのところで王位剥奪を免れた。しかしそれも時間の問題で、このままでは確実に王位を奪われてしまうことになる。会議ではハインリヒ4世に対して教皇への謝罪と服従の誓いを要求していた。これが彼の破門から一年後の日までになされない場合、諸侯による後継王の結論がでなくとも王位は空位とみなすという決定がなされたのである。
また同会議はグレゴリウス7世自身に仲裁役および権威の付与者としてアウクスブルクでの会議への参加を要請した。ハインリヒ4世には教皇との和解しか道は残されていなかった。一刻も早く和解しなければ、王位を奪われるだけでなく、敵対者の武力攻撃すら許すことになる。この時代には破門された人間には法的庇護がないのである。ハインリヒ4世は教皇に使者を送って和解を申し入れたが拒否されたため、自ら教皇と会うことを決めた。
教皇はそのころ、会議に参加すべくローマを出てマントヴァに至った。ハインリヒ4世はブルゴーニュを経て北イタリアへやってきた。彼はロンバルディア諸侯の歓迎を受けたため、武力で教皇を屈服させようかとも考えたが、その後の混乱を考慮して、教皇の滞在するカノッサに赴いて直接謝罪を行うことにした。
このハインリヒ4世の教皇への直接謝罪という出来事はすぐに知れ渡ることになる。いわゆる「カノッサの屈辱」といわれる出来事である。教皇は迷った。政治的に考えれば、王を許したところで自分に何のメリットもない。王が以前、自らの危機において服従を誓ったものの、状況が好転すると手のひらを返すように教皇に敵対したことを考えれば許すことによって招かれる状況は予想できるものだった。しかし、罪のゆるしを乞う人物を無視することは彼の聖職者としての良心が許さなかった。皇帝は許され、破門を解かれた。王の破門が解除されたことを受けて教皇はローマに戻り、ドイツ諸侯は落胆した。
しかし王が許されたといっても、叙任権をめぐる問題は何も解決していなかった。ハインリヒ4世は破門解除にともなって王位剥奪も無効化されたと考えたが、教皇は王位剥奪を保留することで彼に歯止めをかけようと考えていた。2人が再び争うことは避けられなかった。

### 皇帝側の巻き返しからサレルノでの死まで
ドイツ諸侯にとっては、ハインリヒ4世が破門されるかされないかということは追い落としのための単なる口実に過ぎなかった。破門が取り消された後も諸侯はハインリヒ4世の追い落とし政策を推し進め、1077年3月にシュヴァーベン大公ルドルフを新しいローマ王（対立王）として立てた。この新旧のローマ王の争いにおいて教皇自身は中立を標榜し、むしろ事態の打開策を模索した。対立するドイツ諸侯たちは相手に対して優位に立とうと教皇の取り込みをはかった。しかし、中立者に起こりがちなことだが、結局教皇は両陣営の信頼を失う結果となった。最終的に1080年1月27日のフラックハイムの戦いでルドルフが勝利を収めたことで教皇はルドルフの方に軍配を上げた。ザクセン公の圧力とフラックハイムの戦いの勝利が実像以上に誇張して報告されたことで教皇は中立策を放棄して、1080年3月7日、再びハインリヒ4世の破門と廃位を宣言した。
しかし前回の破門と違い、今回は諸侯と民衆が教皇の問責を支持せずむしろ不正なものであると考えた。さらに教皇が支持したルドルフが1080年10月に亡くなったことで状況は悪化した。ルドルフに代わって1081年8月にザルム伯ヘルマンが候補者にあがったが、彼にはドイツの諸侯を抑えるだけの力がなかった。数年来、力を蓄え、経験をつんできたハインリヒ4世は満を持して1080年6月16日にブリクセンに教会会議を召集して教皇の廃位を宣言させ、ラヴェンナの大司教グイベルトを新しい教皇の候補に指名した。
1081年、ハインリヒ4世はイタリアに侵入し、ローマを囲んだ。教皇のもとにいた13人の枢機卿達は逃亡し、1084年3月24日、グイベルトがクレメンス3世として教皇位についた。ハインリヒ4世は改めてクレメンス3世から王冠を受けた。教皇グレゴリウス7世はサンタンジェロ城に追い込まれたが、ロベルト・イル・グイスカルドによって救出され、ローマを逃れた。ローマを離れた教皇はモンテ・カッシーノ、サレルノへと移り、1085年5月25日に同地で没した。

## 業績
グレゴリウス7世が自らの身を危険にさらしてまでハインリヒ4世と争ったのは決して領土や財産のためではなかった。目的は世俗の君主の手にあった司教や大修道院長の任命権（叙任権）を教会の手に取り戻したいということであった。これは教皇自身の教会観に由来するもので、ローマ帝国以来、支配構造に取り込まれる形で世俗の権力と分かちがたく結びついてきたカトリック教会のあり方を見直し、世俗権力と教会を切り離すことで、教会の建て直しを図り、自主性を持とうと考えたのである。これはもちろん彼のみの発案でなく、長年にわたって実行すべき課題・懸案とされてきたことであった。グレゴリウス7世は衝突や紛争を恐れずに果敢にこれに取り組んだ。同時にグレゴリウス改革として知られる種々の教会改革も推し進め、彼の打ち出した方針にしたがって以後の教皇たちの手で改革が進められていくことになる。
グレゴリウス7世はドイツのみならずヨーロッパ全域の王侯たちに書簡を送り、使節を派遣した。これによって教会の独立性を示し、教皇の権威を高めることになった。グレゴリウス7世の名は教皇首位権の発展の歴史の中で語るのを避けることができない。